# Грабове (Подільський район)
Гра́бове — село Кодимської міської громади у Подільському районі Одеської області, Україна.

## Історія
7 (20) листопада 1917 року, відповідно до Третього Універсалу Української Центральної Ради, увійшло до складу Української Народної Республіки.
Під час організованого радянською владою Голодомору 1932—1933 років померло щонайменше 122 жителі села.
До 2020 року орган місцевого самоврядування — Грабівська сільська рада.
12 червня 2020 року, відповідно до Розпорядження Кабінету Міністрів України від № 724-р «Про визначення адміністративних центрів та затвердження територій територіальних громад Одеської області», увійшло до складу Кодимської міської територіальної громади.
19 липня 2020 року, в результаті адміністративно-територіальної реформи і ліквідації Кодимського району, село увійшло до складу новоутвореного Подільського району.

## Населення
Згідно з переписом УРСР 1989 року чисельність наявного населення села становила 1464 особи, з яких 648 чоловіків та 816 жінок.
За переписом населення України 2001 року в селі мешкало 1280 осіб.

### Мова
Розподіл населення за рідною мовою за даними перепису 2001 року:
| Мова       | Кількість | Відсоток |
| ---------- | --------- | -------- |
| українська | 1260      | 97.45%   |
| російська  | 18        | 1.38%    |
| румунська  | 13        | 1.01%    |
| білоруська | 1         | 0.08%    |
| польська   | 1         | 0.08%    |
| Усього     | 1293      | 100%     |